# お菓子の世界
『お菓子の世界』（おかしのせかい、英: Confections A Piano Sweet）は、湯山昭が作曲したピアノ曲集である。

## 概要
1973年の1月から12月までの1年間、「ゼンオン・ニュース」という小冊子に連載され、翌年5月に全音楽譜出版社にて刊行された。1994年には改訂版が刊行された。本曲集では、子供のために作曲された「子どもの国」とは対照的に、大人から子供まで幅広く親しまれるように作曲された楽曲である。難易度では、易しい曲から難しい曲まで様々である（一番難しくとも、ツェルニー40番程度の技術が必要とされる）。2010年では、132版という重版（通算では133版）を記録し、邦人作曲家のピアノ曲集の中でも特に、大人から子供まで愛奏されている曲集である。

### 作風
各曲には可愛らしいお菓子のタイトルが付けられ、日本風、ジャズ、フゲッタ、フランス風な印象を漂わせるなど曲風のスタイルが様々である。基本的には、各曲には調性は安定しているが、不協和音がしばしば出てくるなど、調性がはっきりしない楽曲もあり、最初から最後まで無調が続く楽曲も含まれる。また、序曲や間奏曲、そして終曲といった楽曲が挿入されているなど、ムソルグスキーの展覧会の絵の様式で構成されているのも特徴的である。

## 構成
全26曲（序曲、間奏曲、終曲含む）からなる。
序曲 お菓子のベルト・コンベヤー Overture Confectionary on a Conveyor Belt
- ヘ長調、左手のアルベルティ・バスに乗って、お菓子が次々と運ばれていく様子を描かれている。テンポが速いが臨時記号に慣れればそれほど難しくない。

第1曲 シュー・クリーム Chou a la Creme
- ハ長調

第2曲 バウムクーヘン Baumkuchen
- ハ長調、右手の柔らかい旋律で、全体的に優しい雰囲気を漂わせる。コーダではテンポが速くなり、ホ長調に転調したところでクライマックスを迎える。

第3曲 柿の種 Kaki-no-Tane
- イ短調

第4曲 ショートケーキ A Shortcake
- イ長調

第5曲 ホット・ケーキ A Hot Cake
- ヘ長調、右手の付点8分音符で、ジャズっぽく大人しい軽やかなイメージで演奏する。

間奏曲1 むしば Intermezzo 1. Decayed Teeth
- 無調

第6曲 ウエハース(子守歌) Wafers(Lullaby)
- ハ長調

第7曲 ドロップス Drops
- ホ長調

第8曲 チョコ・バー Chocolate Bar
- ヘ長調、短い曲だが、複合リズムで取らなければならないししかもテンポが速いので、曲集の中でも特に難しい。

第9曲 バースデー・ケーキ Birthday Cake
- ハ長調

第10曲 クッキー Cookies
- 変ニ長調、ホット・ケーキと同様、右手の付点8分音符で軽やかに演奏する。半音ずつ転調するのが特徴的。

間奏曲2 どうしてふとるのかしら Intermezzo 2. Getting Fatter
- ホ長調、ブルースのリズムに乗って、ゆっくり演奏する。

第11曲 ヌガー Nougat
- 無調、フーガ風に乗ってゆっくり演奏する。臨時記号が多いためか難しいかもしれないが、テンポが遅いので比較的容易である。

第12曲 ソフトクリーム Softcream
- 変ホ長調

第13曲 ボンボン Bonbon
- 変ホ長調、ロマン的で軽やかなワルツである。演奏が容易。

第14曲 鬼あられ Oni-Arare
- イ短調

第15曲 マロン・グラッセ Marrons Glaces
- ト長調

間奏曲3 くいしんぼう Intermezzo 3. Gourmand
- ハ長調

第16曲 金平糖 Confetti
- ニ長調

第17曲 プリン Custard Pudding
- 変イ長調

第18曲 ポップ・コーン Pou Corn
- ハ長調、スタッカートのリズムでポップ・コーンが弾ける雰囲気が描写されている。テンポが速いので軽やかに速く演奏する。

第19曲 チューインガム Chewing gum
- ハ長調

第20曲 甘納豆 Ama-Natto
- ホ短調

第21曲 ドーナツ Doughnut
- 変ロ長調

終曲 お菓子の行進曲 Finale Cake March
- ヘ長調（実際は調合は書かれていない）、カーテンコール。主要旋律に混じりながら、全曲（間奏曲を除く）の旋律が登場する。ラストは力強い和音でクライマックスを迎える。本曲集の中、演奏時間が一番長く大変難しい。

## 楽譜
- 『ピアノ曲集 お菓子の世界 改訂版』全音楽譜出版社 2015年ISBN 978-4111784608